# Rafael Luis Barahona San Martín
Rafael Luis Barahona San Martín (Santiago, 1878-Valparaíso, 22 de agosto de 1940) fue un abogado, académico, bombero y político chileno.

## Familia y estudios
Nació en Santiago de Chile, en el año 1878; hijo de Manuel Ramón Barahona y Rafaela San Martín. Realizó sus estudios primarios en el Colegio Inglés Radford de Santiago, y los secundarios en el Instituto Nacional, de la misma comuna. Continuó los superiores en la Escuela de Derecho de la Universidad de Chile, titulándose de abogado el 7 de agosto de 1901; con la tesis titulada: El ejército como órgano del Estado.
También tuvo un paso por la Escuela Militar, retirándose con el grado de capitán de Ejército.
Se casó con María Victoria Stahr, con quien tuvo siete hijos, entre ellos: Rafael Luis, Carlos, Amelia y Jorge.

## Carrera profesional
Se dedicó al ejercicio de su profesión en la ciudad de Valparaíso, siendo abogado de numerosas empresas, entre las que destacan: Compañía Sudamericana de Vapores, Compañía Salitrera Agua Santa, Banco Nacional, Wessel Duval y Compañía, Sociedad Fábrica de Cemento El Melón, Braden Coper Co., etc.
Fue director de seguros de vida en La Chilena Consolidada, en la Cooperativa Vitalicia, en la Compañía Salitrera Perfetti, en la Compañía de Seguros la Internacional y por último, de Seguros Esmeralda, en 1923. También fue director y vicepresidente del Banco Español-Chile. Además, en 1939, ocupó el cargo de director de la Compañía de Gas de Valparaíso, y de la Compañía de Gas de Antofagasta.
Durante veintitrés años ocupó diversos cargos en el diario El Mercurio de Valparaíso, llegando a ser primer redactor y editorialista.
Por otra parte, se dedicó a la vida académica, ejerciendo la cátedra de derecho en el Instituto Comercial de Valparaíso en 1906, así como también la asignatura de legislación. Además, fue profesor de diversas materias en la Escuela Naval de la misma ciudad, entre los años 1906 y 1911. Enseñó derecho civil en la Escuela de Derecho, y esta misma cátedra en la Escuela de Ciencias Jurídicas y Sociales de Valparaíso.

## Carrera política
En el ámbito político, integró las filas del Partido Nacional (PN) y del Partido Liberal (PL), siendo presidente de este último; posteriormente fue nombrado presidente honorario.
En las elecciones parlamentarias de marzo de 1924, fue elegido como senador por Valparaíso, por el periodo legislativo 1924-1930, en representación del PN. Durante su gestión fue senador reemplazante en la Comisión Permanente de Obras Públicas y Colonización y en la de Hacienda y Empréstitos Municipales; además, integró la Comisión Permanente de Guerra y Marina. Sin embargo no logró finalizar su periodo parlamentario, debido a que fue disuelto el Congreso Nacional, el 11 de septiembre de 1924, por decreto de una Junta de Gobierno, establecida tras un golpe de Estado.
El 19 de diciembre de 1924, el presidente de la Junta de Gobierno Luis Altamirano Talavera, lo nombró como ministro del Interior, ejerciendo el cargo hasta el 23 de enero del año siguiente. El mismo día que asumió la jefatura ministerial, firmó el decreto que dividió en dos el Ministerio de Guerra y Marina, creando así Ministerios separados y que estuviesen dirigidos por militares o marinos, para evitar así, las influencias políticas en los cambios de gabinete.
Un año más tarde —en las elecciones parlamentarias de 1925—, fue nuevamente elegido como senador, pero por la Tercera Agrupación Provincial (correspondiente a las provincias de Aconcagua y Valparaíso), por el periodo 1926-1934. En esa oportunidad el 1 de marzo de 1926, fue nombrado como vicepresidente del Senado. Integró la Comisión Permanente de Trabajo y Previsión Social. Sin embargo, nuevamente no finalizaría su periodo debido a que el Congreso Nacional fue disuelto tras el golpe de Estado del 4 de junio de 1932 que derrocó al gobierno del radical Juan Esteban Montero.
Entre otras actividades posteriores, fue socio del Club de La Unión en 1923; socio fundador del Círculo de la Prensa de Valparaíso; miembro de la 3.ª Compañía de Bomberos de la misma ciudad, llegando a ser superintendente desde 1933. Integrante y presidente del Club de Valparaíso; socio del Club de Viña del Mar; miembro y presidente de la Asociación de Regatas, siendo nombrado presidente honorario del Club de Regatas; socio del Colegio de Abogados y presidente del mismo, el 30 de abril de 1935. Participó en la Liga Marítima de Chile y en la Junta de Beneficencia.
Dada su trayectoria bomberil, recibió distinciones del Cuerpo de Bomberos, por 25, 30 y 35 años de servicio a la institución; fue galardonado con la Medalla al Mérito Municipal; y como Caballero de la Orden de la Corona de Italia. También fue nombrado comandante honorario del Cuerpo de Bomberos del Perú.
Falleció en Valparaíso, el 22 de agosto de 1940.